# Cathédrale Notre-Dame-Reine-d'Afrique d'El Obeid
Pour les articles homonymes, voir Cathédrale Notre-Dame.
La cathédrale Notre-Dame-Reine-d'Afrique, située à El Obeid, capitale de l'état du Kordofan du Nord, est le siège de l'évêque du diocèse d'El Obeid.